# トニー・スカーム
トニー・ヒルトン・ロイル・スカーム（Tony Hilton Royle Skyrme、1922年12月5日 - 1987年6月25日）はイギリスの物理学者。核内の核子間の有効相互作用をゼロレンジポテンシャルでモデル化することを提案した。このアイディアは現在でも核構造や中性子星の状態方程式で広く使われている。しかし、粒子をモデル化する最初のトポロジカルソリトン、スカーミオンを定式化したことで最も有名。最も重要な業績のいくつかは論文選集で見つけることができる。1985年に王立協会よりヒューズ・メダルを授与された。

## 生涯
ロンドンのルイシャムで銀行員の家に生まれた。ルイシャムの全寮制の学校に通い、イートンパブリックスクールの奨学金を得た。数学に優れ、学校科目でいくつかの賞を受賞した。ケンブリッジのトリニティ・カレッジに行ったがそこでも秀で、1942年に一等級の成績であるラングラーとして数学のトライポス（優等卒業試験）の第1部に合格し、1943年に第3部を第1学位で合格した。その間にアルキメデアン数学協会の会長であった。
卒業後、第二次世界大戦では特に原子兵器に適用されるような原子力の理論的側面に取り組むチームを率いていたルドルフ・パイエルスのもと、数学者として戦争での作業に引き込まれた。1943年の終わりにパイエルスと原子を研究するイギリスの何人かの科学者は核兵器を造るマンハッタン計画を支援するためにアメリカへ異動になった。1944年の下半期には同位体分離のための拡散プラントに関する問題に取り組んだ。IBMパンチカードタビュレーターを用いてプルトニウム爆弾を爆発させるのに必要な爆縮を計算した。戦争時の仕事によりオックスフォードでのフェローを得た。しかし、パイエルスについてバーミンガム大学に行き研究員となった。1948–9 と 1949–50年度はそれぞれマサチューセッツ工科大学とプリンストン高等研究所で過ごした。1949年にバーミンガム大学で出会った実験核物理学の講師のDorothy Mildredと結婚した。子供はいない。
イギリスに戻り、Dorothyとともに1950年から1962年までHarwellのAtomic Energy Research Establishmentでのポストを得た。1954年より、ジョン・ベルが所属していた理論核物理学グループの長であった。ここで2つの核物理学への先駆的貢献を行った。1つは、三体問題で短距離の力を扱う方法を示したこと、もう1つは、後に「スカームモデル」として広く使用される核力に対する強力な近似である。
1962年、パウリの排他原理に従う中性子や陽子などの粒子が中間子のような場の顕現として現れるという基本粒子の数学的処理を提案した。これらの全体は後の1982年にスカーミオンとして知られるようになった。この業績により1985年に王立協会よりヒューズ・メダルを授与されたが、フェローシップの栄誉が授かれることはなかった。
1958/59年に車とランドローバーにより陸上世界一周旅行を妻とともに行った。 マレーシアの青々とした熱帯庭園に恋に落ち、そこに定住することにした。1962年に2人はHarwellを残し、 スカームはクアラルンプールのマラヤ大学でのポストを手にした。これにより講義の負担が重くなり、移住して感じたことが研究よりも刺激を与えるものではなかったため、1964年にはイギリスに戻りバーミンガム大学の数理物理学教授としてのポストになり、残りのキャリアを続けた。
趣味は家電であり、1950年代には自分でテレビ受信機とHi-Fiを作った。ガーデニングも趣味であり、Dorothyとともに自給自足を早期に試みていた。
1987年6月25日にバーミンガムのSelly Oak病院で平常業務の後の塞栓で亡くなった。